# هوتن
هوتن (بالألمانية: Hütten) هي بلدية تقع في مقاطعة هورغن الواقعة ضمن كانتون زيورخ في سويسرا. تبلغ مساحتها 7.24 كيلومتر مربع، ويقدر عدد سكانها بـ 897 نسمة (حسب تعداد ديسمبر 2017).